# Carl Fries
Ej att förväxla med ungdomsledaren Karl Fries (1861–1943)
Carl Samuel Andreas Fries, född 7 november 1895 i glasbruksorten Rejmyre i Skedevi församling, Östergötland, död 17 januari 1982 i Helgesta, Flens kommun, var en svensk zoolog och författare. Han var chef för Skansens naturhistoriska avdelning och gav ut ett flertal djur- och naturskildringar. 

## Biografi
Fries avlade filosofisk ämbetsexamen i Uppsala 1925. Åren 1929–1937 var han redaktör för Svenska Turistföreningens årsskrift. Från 1937, när han efterträdde Alarik Behm, till 1953 var han förste intendent vid Nordiska museet, Skansens naturhistoriska avdelning, varefter han efterträddes av Kai Curry-Lindahl.
Fries hade vidare en rad förtroendeuppdrag som styrelseledamot, i Svenska Jägareförbundet 1940–1951, i Svenska Naturskyddsföreningen 1936–1967, i Havängsområdet 1959–70. Han var också ledamot i rådet för skydd av Stockholms skönhet 1939–49 och var Vetenskapsakademins naturskyddskommissarie 1943–1970.
Carl Fries tillhörde Skånesläkten Fries. Han var son till prosten Joël Fries och biskopsdottern Hanna Christina Charleville, samt brorson till Samuel Fries. Fadern Joël var brukspredikant i Rejmyre kyrka och folkskollärare i Rejmyre under åren 1894-1898, men kom även senare att verka på orten, bland annat i början av mars månad 1901, då jordfästningen av brukspatronen Josua Kjellgren vid Reijmyre glasbruk förrättades av förutvarande brukspredikanten Fries. Josua Kjellgren var fadder åt Carl Fries vid dennes dop den 7 december 1895, som  förrättades av Carl Fries morfar Carl Wilhelm Charleville, som var biskop i Linköpings stift 1893-1906.
Hans gravvård återfinns på Helgesta kyrkogård söder om Sparreholm.

## Priser och utmärkelser
- 1953 – Svenska Akademiens kungliga pris
- 1958 – Boklotteriets stipendiat
- 1963 – Filosofie hedersdoktor vid Uppsala universitet
- 1965 – Övralidspriset
- 1967 – De Nios Stora Pris